# Годино, Каэтано
Каэта́но Са́нтос Годи́но (исп. Cayetano Santos Godino; 31 октября 1896, Буэнос-Айрес — 15 ноября 1944, Ушуая) — аргентинский душевнобольной преступник, серийный детоубийца-садист и поджигатель, один из самых известных преступников Аргентины, иногда называемый первым серийным убийцей в истории этой страны. Совершил как минимум четыре убийства маленьких детей, как минимум семь покушений на убийства, а также поджёг семь зданий. С детства отличался очень маленьким ростом и лопоухостью, из-за чего получил прозвище Petiso Orejudo, которое можно перевести как «Длинноухий коротышка», с рождения страдал тяжёлой формой умственной отсталости и энтеритом. Большую часть убийств (хотя и не все) совершил с помощью жгута, к которому имел патологическую привязанность.

## Ранние годы
Родился в Буэнос-Айресе в семье итальянцев, калабрийских эмигрантов. Семья была бедной и неблагополучной, его отец был алкоголиком и заразился сифилисом ещё до рождения Каэтано, поэтому тот родился, как и другие дети в этой семье, со слабым здоровьем и врождённым энтеритом, из-за которого в первые годы жизни был несколько раз при смерти. С самого детства отец подвергал его жестоким избиениям. Первые годы своей жизни Годино фактически провёл на улице; начиная с пятилетнего возраста начал обучение в школе и сменил несколько учебных заведений, где отличался полным отсутствием интереса и способностей к получению образования и при этом крайне агрессивным поведением по отношению к сверстникам и преподавателям, за что его регулярно исключали из школ. В это же время он начал ловить и жестоко убивать мелких животных и птиц, а также устраивать мелкие поджоги.

## Преступления
Первое преступление — жестокое избиение двухлетнего ребёнка — Годино совершил в 1904 году, когда ему не было ещё и восьми лет. Спустя год он жестоко избил 18-месячного ребёнка, однако оба раза его лишь на некоторое время помещали под арест в полицейский участок и возвращали домой. Впервые на относительно длительный срок заключения — продолжительностью в два месяца — он попал по доносу в полицию собственной матери в десятилетнем возрасте, когда та, будучи ревностной католичкой, застала его за мастурбацией и обратилась в правоохранительные органы с требованием наказать её сына. Первое убийство он совершил 29 марта 1906 года, похитив трёхлетнюю девочку, отнеся её на пустырь и задушив найденным жгутом, а затем закопав в канаве; это преступление было раскрыто лишь годы спустя. В том же 1906 году отец Каэтано обнаружил в его обуви мёртвую растерзанную птицу, а потом нашёл под его кроватью целую коробку с их останками. Он жестоко избил сына и сдал его в полицию, где того посадили на два с лишним месяца. Выйдя на свободу, Каэтано более не вернулся в школу и начал бродяжничать.
9 сентября 1908 года Годино попытался утопить двухлетнего ребёнка в поильном корыте для лошадей, но был остановлен владельцем соседней винодельни. В полицейском участке он тогда пробыл только сутки, так как сумел оправдаться, что якобы пытался спасти ребёнка. Спустя всего шесть дней он попытался выжечь сигаретой глаза у 22-месячного ребёнка и успел опалить тому веки, но ему помешала подоспевшая мать ребёнка; Годино удалось убежать. После этого случая он вернулся в родной дом к родным, которые, однако, уже в декабре того же года сдали его в полицию из-за продолжающихся преступных деяний. На этот раз Годино получил срок в три года, который отбывал в колонии Маркос-Пас. Именно там он с большим трудом научился читать по слогам отдельные слова и писать собственное имя и ещё несколько слов, а также считать до ста; на этом всё его образование закончилось. 23 декабря 1911 года он был освобождён — предполагается, что по просьбе родителей, к которым он, возможно, вернулся, однако практически сразу же вернулся к бродяжничеству и преступной жизни. Известно, что его попытались устроить подмастерьем на фабрику, где он проработал лишь три месяца. Примерно с этого же времени он начал страдать от сильных головных болей, усиливавших его желание убивать и мучить других, а также начал в больших количествах употреблять алкоголь.
7 января 1912 года он устроил крупный пожар в одном из зданий, на тушение которого у пожарных ушло четыре часа. Был арестован, причём во время ареста заявил, что устроил поджог только ради того, чтобы посмотреть, какие травмы огонь может нанести человеку. В заключении провёл лишь несколько дней. Уже 25 января того же года совершил убийство посредством удушения своим жгутом 13-летнего ребёнка; преступление было раскрыто лишь в декабре 1912 года. 7 марта 1912 года поджёг платье пятилетней девочки, которая от полученных ожогов скончалась в больнице через 16 дней. Весной 1912 года устроил два пожара, которые, однако, были потушены без помощи пожарных. В сентябре 1912 года тремя ударами кинжала убил кобылу, однако не был арестован из-за отсутствия доказательств, а через несколько дней устроил крупный пожар на трамвайной станции, потушенный пожарными. 8 ноября приманил двухлетнего ребёнка предложением купить ему конфеты, после чего связал ему ноги и попытался задушить своим жгутом, однако был остановлен и арестован, однако вновь сумел уверить полицию, что, наоборот, нашёл связанного ребёнка и хотел помочь ему освободиться; в итоге его отпустили ввиду отсутствия доказательств. Через восемь дней он попытался убить трёхлетнюю девочку на пустыре, но ему помешал местный сторож. Ещё через четыре дня предпринял попытку убить пятилетнюю девочку, но ему вновь помешали. Примерно в это же время он поджёг ещё два здания.
Своё последнее и самое известное преступление Годино совершил 3 декабря 1912 года, когда заманил сладостями трёхлетнего Хесуальдо Джиордано на склад. Там он жестоко избил ребёнка, связал его кусками своего жгута и попытался задушить оставшейся частью жгута, однако ребёнок не умирал. Тогда Годино отправился на поиски другого орудия убийства, в процессе чего встретился с отцом Хесуальдо, разыскивающим своего сына, на его вопрос ответил, что не видел ребёнка, и издевательски предложил обратиться в полицию. Расставшись с мужчиной, Годино отыскал молоток и гвоздь длиной 10 см, возвратился на склад и убил Хесуальдо, вбив гвоздь ему в череп, после чего скрылся. Однако тело ребёнка вскоре было найдено, а прибывшие на место полицейские сопоставили преступление с известными им подобными случаями. 4 декабря они ворвались в жилище Годино, в кармане которого обнаружили часть того же жгута, которым он пытался задушить Хесуальдо. Годино во всём признался и был арестован.

## Жизнь в тюрьмах

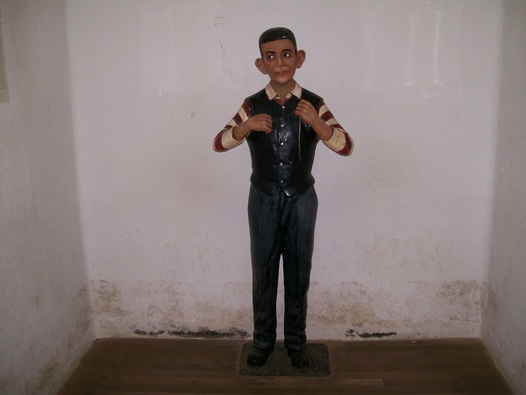
Восковая фигура Годино в музее тюрьмы Ушуаи.

В исправительное учреждение Годино попал 4 января 1913 года, где сразу же стал нападать на сокамерников. В ноябре 1914 года над ним состоялся суд, на котором тюремному врачу удалось доказать его невменяемость, освобождавшую его от уголовной ответственности, и перевод в психиатрическую больницу Мерседес, в отделение для душевнобольных преступников. В ней Годино сразу же напал на двух пациентов, один из которых был лежачим, а другой находился в инвалидном кресле, после чего попытался бежать. После этого приговор суда был успешно обжалован, и его перевели в тюрьму Лас-Эрас.
Спустя десять лет, в 1923 году, Годино был переведён в тюрьму в Ушуае на архипелаге Огненная Земля, считавшуюся самой страшной тюрьмой Аргентины, куда отправляли наиболее жестоких или опасных преступников страны. Во время заключения здесь он в 1933 году жестоко убил одного или двух тюремных котов, любимых заключёнными, бросив его или их в огонь, за что был так жестоко избит сокамерниками, что более двадцати дней провёл в тюремной больнице. В 1936 году рассматривался вопрос о его освобождении, в котором было отказано ввиду умственной отсталости и крайней опасности Годино для общества. На протяжении всего времени заключения Годино было запрещено принимать посетителей и получать или отправлять корреспонденцию, однако ни для первого, ни для второго не возникало даже поводов, так как никто не писал ему и не хотел его посещать. По некоторым данным, ему было разрешено оставить при себе свой жгут.
С 1935 года он практически всё время болел. Скончался 15 ноября 1944 года при не выясненных до конца обстоятельствах. По официальной версии, причиной смерти стало внутреннее кровотечение под воздействием язвы, однако есть версия, что он был убит сокамерниками, когда жестоко расправился с очередным тюремным котом. Установлено, что в период заключения Годино неоднократно подвергался избиениям и сексуальному насилию. Был похоронен на тюремном кладбище; тюрьма в Ушуае была закрыта спустя три года после его смерти, в 1947 году, после чего его останки бесследно исчезли. Ныне в здании тюрьмы находится музей, где среди экспонатов установлена восковая скульптура Годино в натуральную величину, где он представлен держащим свой любимый жгут.

## Годино в массовой культуре
- 2007 — «Грязный мальчик», испано-аргентинский фильм с Абелем Айялой в роли Годино.